# Hypopitys americana
Hypopitys americana là một loài thực vật có hoa trong họ Thạch nam. Loài này được (DC.) Small mô tả khoa học đầu tiên năm 1903.